# أوراتينو
أوراتينو (بالإيطالية: Oratino)‏ هي بلدية في مقاطعة كمبباسة في منطقة مليزة الإيطالية، وتقع على بعد 7 كيلومتر (4 ميل) غرب كمبباسة.